# 葉華
葉華（英文名：Angela，本名：王雅婷，1984年12月14日—），台灣女演員。

## 影視作品
| 年份   | 頻道       | 劇名                  | 角色          |
| 2003年 | 衛視中文台 | 《第8號當鋪》         | 護士 (客串)   |
| 2003年 | 華視       | 《麻辣鮮師》          | 黃靈          |
| 2004年 | 三立台灣台 | 《戲說台灣》          | 複數角色      |
| 2006年 | 民視       | 《再生緣》            | 員工(客串)    |
| 2007年 | 公視       | 《仙人掌男人》        | 大學生(客串)  |
| 2008年 | 華視       | 《三明治先生》        | 田欣          |
| 2008年 | 台視       | 《懷玉傳奇 千金媽祖》 | 白尚功        |
| 2009年 | 三立台灣台 | 《天下父母心》        | 徐妍文        |
| 2010年 | 三立台灣台 | 《家和萬事興》        | 江敏敏        |
| 2010年 | 三立台灣台 | 《牽手》              | 周貝珊        |
| 2011年 | 大愛電視台 | 《讓愛飛翔》          | 開誼          |
| 2012年 | 三立台灣台 | 《天下女人心》        | 趙燕君        |
| 2013年 | 三立台灣台 | 《世間情》            | 鍾珊妮 徐維真 |
| 2015年 | 三立台灣台 | 《親家》              | 侯美月        |
| 2015年 | 三立台灣台 | 《甘味人生》          | 孫珍妮        |
| 2017年 | 台視       | 《牡丹花開》          | 麗雪          |
| 2018年 | 三立台灣台 | 《金家好媳婦》        | 黃明明        |
| 2021年 | 民視       | 《日蝕遊戲》          | 梁予華        |
| 2021年 | 民視       | 《黃金歲月》          | 楊春蓮        |
| 2022年 | 三立台灣台 | 《一家團圓》          | 王曼妮        |
| 2023年 | 三立台灣台 | 《天道》              | 万心敏        |
| 2024年 | 大愛電視台 | 《你準備萌芽了嗎？》  | 楊翠屏        |
| 2025年 | 三立台灣台 | 《願望》              | 孫麗君        |

| 年份          | 片名          | 飾演               | 性質   |
| ------------- | ------------- | ------------------ | ------ |
| 2009年        | 《蛇咒》      | 小靈               |        |
| 2008年-2009年 | 《赤壁》      | 田田（小喬的侍女） |        |
| 2016年        | 《大尾鱸鰻2》 | 小賀的同父異母妹妹 | 女配角 |

## 外部連結
- 葉華的Facebook專頁
- 葉華的Instagram帳戶